# Oxytropis fetisowi
Oxytropis fetisowi är en ärtväxtart som beskrevs av Aleksandr Andrejevitj Bunge. Oxytropis fetisowi ingår i släktet klovedlar, och familjen ärtväxter. Inga underarter finns listade i Catalogue of Life.